# Сърдечно съглашение
Сърдечното съглашение (от френски: Entente Cordiale) е група от споразумения, подписани между Великобритания и Франция на 8 април 1904. Извън текущите въпроси на колониалната експанзия, засегнати от Съглашението, то отбелязва края на векове конфликти между двете страни и началото на мирно съществуване, продължаващо и днес.
Съглашениетое плод на политиката, водена от френския външен министър Теофил Делкасе (Théophile Delcassé), който вярва, че британско-френско разбирателство ще даде известна сигурност на Франция срещу германските опити за търсене на съюзници. За успеха на преговорите допринасят френският посланик в Лондон Пол Камбон и британският министър на външните работи лорд Лансдаун, както и про-френските настроения на британския монарх Едуард VII.
Сърдечното съглашение, заедно с Англо-руското съглашение и Френско-руския съюз, по-късно образуват Тройното съглашение, една от страните в Първата световна война.

## Подписани документи
- Съвместна декларация за Египет и Мароко. В нея има тайни секции.
- Съглашение за Нюфаундленд и границите в Африка. Франция се отказва от претенции към крайбрежието на Нюфаундленд. В отговор Великобритания предава на Франция някои територии в Африка.
- Декларация за Сиам, Мадагаскар и Новите Хебриди.